# Tom Sneddon
Thomas (Tommy) Sneddon (Livingston, 22 augustus 1912 - Chadwell Heath, 11 december 1983) was een Schots voetballer en voetbalcoach.
Sneddon kwam in het seizoen 1936-1937 uit voor Queen of the South FC en vervolgens tot 1947 voor Rochdale waarvoor hij als verdediger 67 wedstrijden speelde.
In het seizoen 1947/48 was hij coach van ŠK Slovan Bratislava. In november 1948 was hij eenmalig bondscoach van het Nederlands voetbalelftal tijdens de vriendschappelijke wedstrijd in en tegen België (1-1). Hij had een proefcontract van drie maanden bij de KNVB en van de gage kon hij niet rondkomen waarna hij in januari 1949 naar Engeland terugkeerde. Van 1954 tot 1956 was hij de eerste coach van het Hongkongs voetbalelftal waarmee hij derde werd op de Azië Cup in 1956.